# Lista över countyn i Wyoming

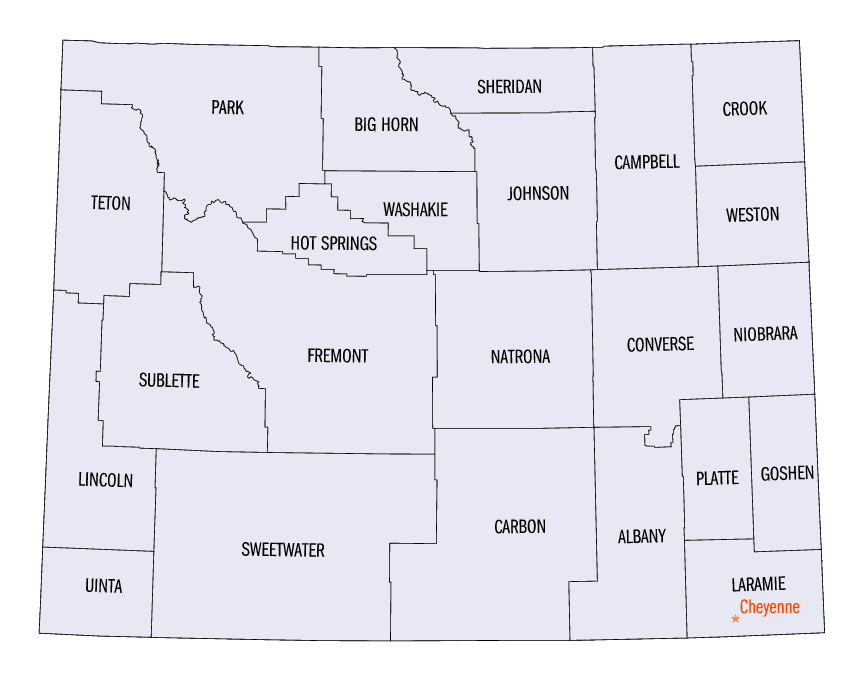
Wyomings countyn.

Detta är en lista över de 23 countyn som finns i delstaten Wyoming i USA.
| County             | Centralort (County Seat) | Grundat |
| ------------------ | ------------------------ | ------- |
| Albany County      | Laramie                  | 1868    |
| Big Horn County    | Basin                    | 1896    |
| Campbell County    | Gillette                 | 1911    |
| Carbon County      | Rawlins                  | 1868    |
| Converse County    | Douglas                  | 1888    |
| Crook County       | Sundance                 | 1875    |
| Fremont County     | Lander                   | 1884    |
| Goshen County      | Torrington               | 1911    |
| Hot Springs County | Thermopolis              | 1911    |
| Johnson County     | Buffalo                  | 1875    |
| Laramie County     | Cheyenne                 | 1867    |
| Lincoln County     | Kemmerer                 | 1911    |
| Natrona County     | Casper                   | 1888    |
| Niobrara County    | Lusk                     | 1911    |
| Park County        | Cody                     | 1909    |
| Platte County      | Wheatland                | 1911    |
| Sheridan County    | Sheridan                 | 1888    |
| Sublette County    | Pinedale                 | 1921    |
| Sweetwater County  | Green River              | 1867    |
| Teton County       | Jackson                  | 1921    |
| Uinta County       | Evanston                 | 1869    |
| Washakie County    | Worland                  | 1911    |
| Weston County      | Newcastle                | 1890    |